# Hồn ma nàng vũ ưu
Wang Nang Hong (tên tiếng Thái: วังนางโหง, tên tiếng Việt: Hồn ma nàng vũ ưu) là bộ phim truyền hình Thái Lan phát sóng vào năm 2017. Phim phát sóng trên kênh Channel 7 (CH7) với sự tham gia của Siwat Chotchaicharin và Tussaneeya Karnsomnut.

## Nội dung
Phim kể về nhân vật Pikul, cùng câu chuyện tình ngang trái với chàng trai Danu. Kiếp trước, Pikul và Danu là một cặp trai tài gái sắc, họ rất yêu thương nhau và tính đến chuyện tương lai. Tuy nhiên, khi mà hiểu lầm không thể giải quyết, Pikul chết đi mà vẫn không tha thứ cho Danu và gia đình của anh. Chính vì thế mà cô không chịu đầu thai, trở thành hồn ma để đợi Danu. Còn với Danu, anh đã đầu thai vào chính gia đình của mình, nhưng lại bị một lời nguyền từ Pikul và phải hi sinh một người phụ nữ để phá hủy nó. Liệu mọi thứ rồi sẽ đi về đâu, Danu có thể giúp Pikul hiểu được tất cả.

## Diễn viên
| Nhân vật                       | Diễn viên               |
| ------------------------------ | ----------------------- |
| Pikul / Nang Ngong             | Tussaneeya Karnsomnut   |
| Danu / Payatanarakratchapakdee | Siwat Chotchaicharin    |
| Dares / Khun Ying Kae          | Punyaporn Pongpipat     |
| Darika / Nang Sai              | Pympan Chalayanacupt    |
| Dara / Nang Juan               | Mantana Himatongkam     |
| Khun Thap / Tachod             | Thapakorn Dissayanan    |
| Yai Duang / Yai Sae            | Daungjai Hathaikarn     |
| Polly                          | Darancharas Sukheviriya |
| Jin                            | Chuerchart Wongsawat    |
| Plen                           | Virahya Pattarachokchai |
| To                             | Pitipon Porntrisat      |
| Weera                          | Khemmarat Sunthornnon   |
| Jomkwan                        | Natchayakarn Pagwhan    |
| Piangfah / "Fah"               | Mondhira Piamrattawong  |
| Thong                          | Nanthasai Visalyaputra  |
| Kaew                           | Kansiri Sirimat         |
| Khun Thew                      | Sompob Benjathikul      |
| Jao Sua Tor                    | Yanee Tramoth           |
| Nai Yong                       | Chatree Chompoo         |
| Nang Pua                       | Viyada Umarin           |
| Nang Pan                       | Wachira Permsuriya      |
| Mor Wek                        | Somlek Sakdikul         |

## Ca khúc nhạc phim
- เพราะข้าจะตาม / Pror Kah Ja Dtahm - Tussaneeya Karnsomnut
- ตายจากกันฉันก็รักเธอ / Dtai Jahk Gun Chun Gor Ruk Tur - Siwat Chotchaicharin
- เพราะข้าจะตาม / Pror Kah Ja Dtahm (Viet ver) / Bởi ta sẽ tìm theo - Ngân Kina